# Gymnodiptychus
Gymnodiptychus — род пресноводных лучепёрых рыб из семейства карповых. Распространён в Азии. Длина тела от 12,9 (Gymnodiptychus integrigymnatus) до 60 см (Gymnodiptychus pachycheilus). Включает три вида:
- Голый осман[2] (Gymnodiptychus dybowskii) (Kessler, 1874)
- Gymnodiptychus integrigymnatus T. P. Mo, 1989
- Gymnodiptychus pachycheilus Herzenstein, 1892